# Barbey
Barbey ist eine französische Gemeinde mit 151 Einwohnern (Stand 1. Januar 2022) im Département Seine-et-Marne in der Region Île-de-France.  Barbey gehört zum Gemeindeverband Pays de Montereau.

## Geographie
Die Gemeinde liegt zehn Kilometer südöstlich von Montereau-Fault-Yonne am Fluss Yonne. Umgeben wird Barbey von den vier Nachbargemeinden: 
| Marolles-sur-Seine  |                                             |                      |
|                     | Kompassrose, die auf Nachbargemeinden zeigt | Misy-sur-Yonne       |
| La Brosse-Montceaux |                                             | Villeneuve-la-Guyard |

## Sehenswürdigkeiten
- Église de l'Assomption (Himmelfahrtskirche), erbaut im 14. Jahrhundert
- Schloss, erbaut im 17. Jahrhundert

Siehe auch: Liste der Monuments historiques in Barbey

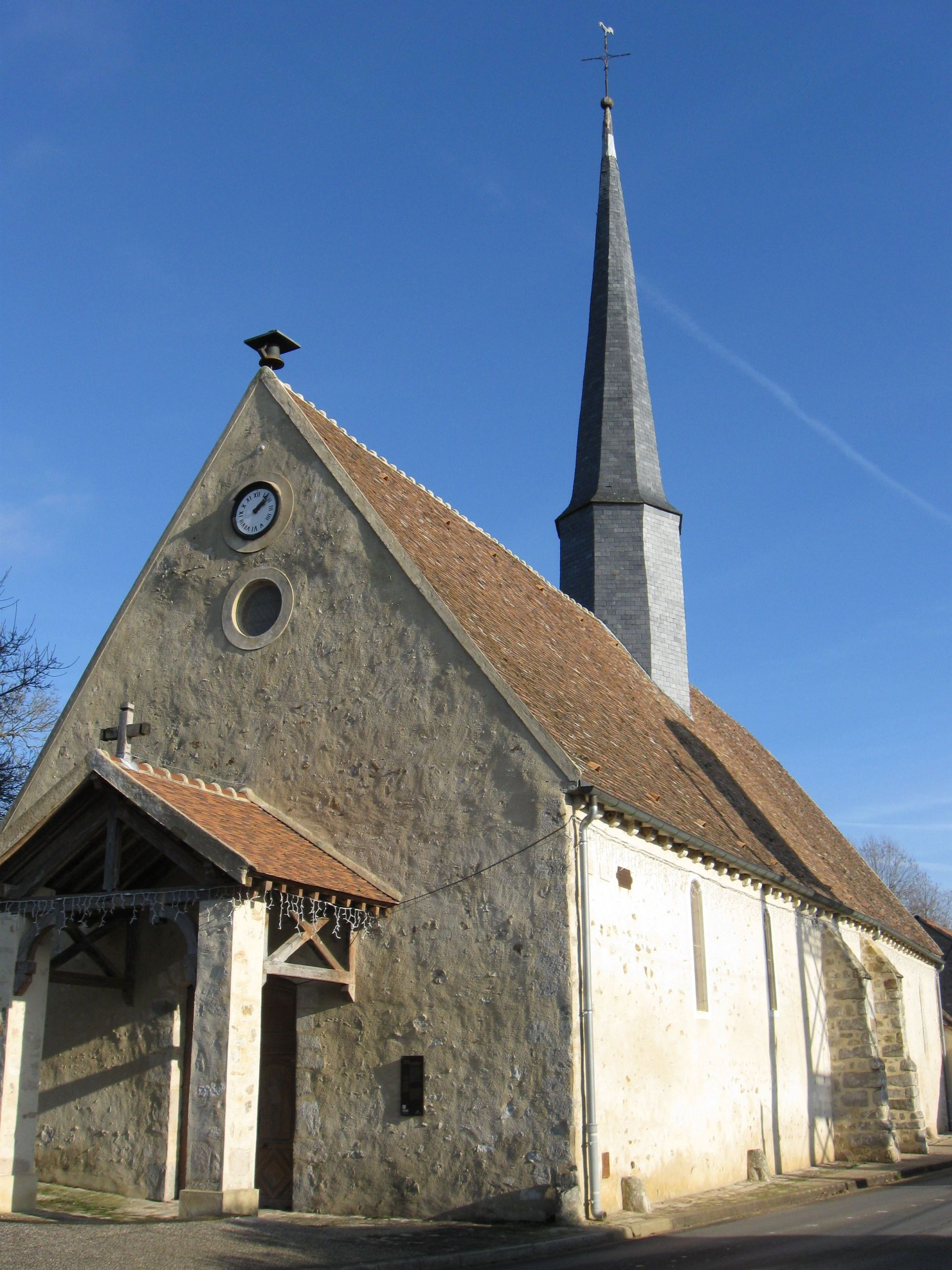
Himmelfahrtskirche
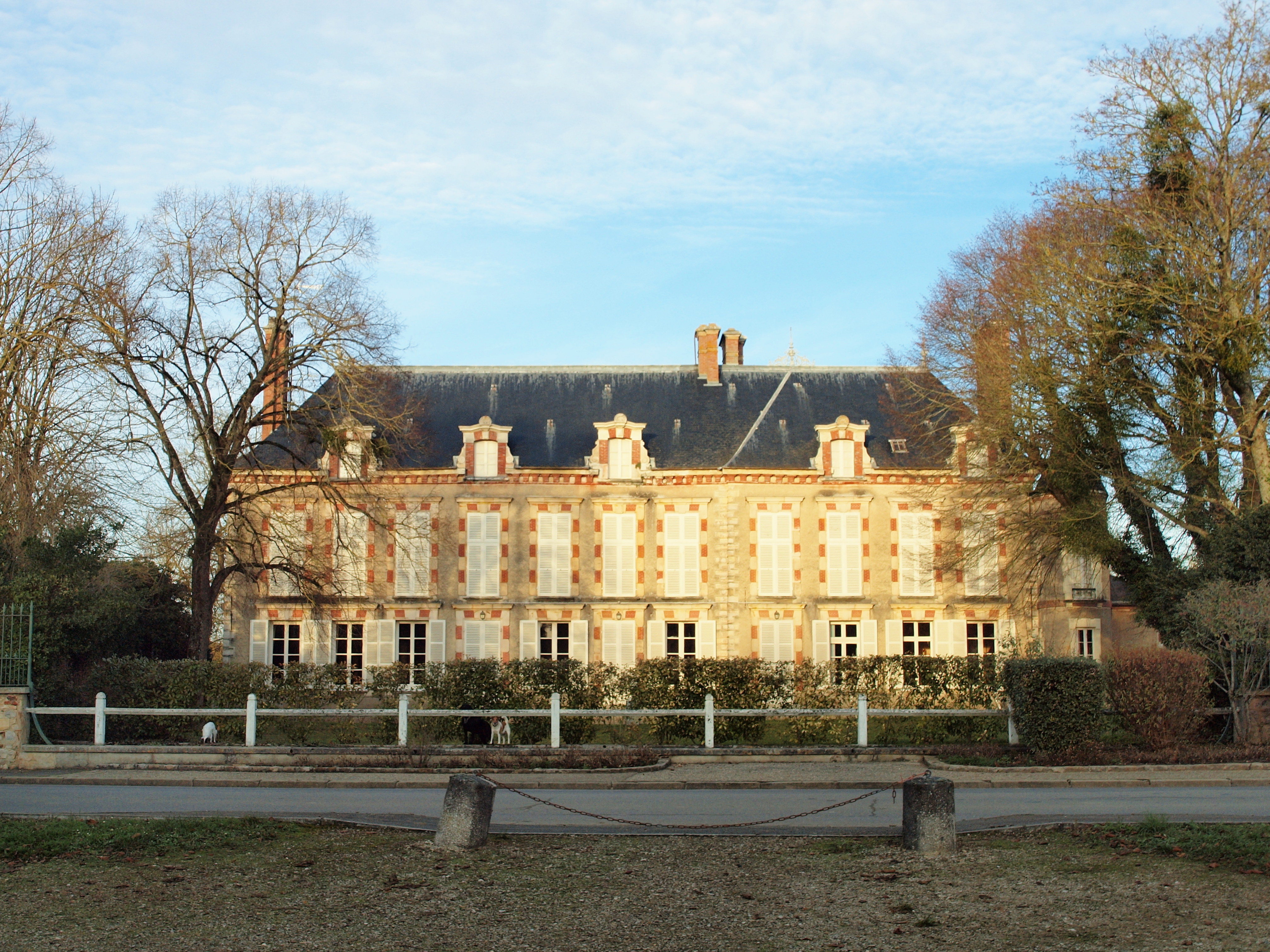
Schloss